# Kurt Russell
Kurt Vogel Russell (født 17. marts 1951) er en amerikansk skuespiller. Efter en række børne- og ungdomsroller for bl.a. The Walt Disney Company fik han sit gennembrud som Elvis Presley i John Carpenters tv-portrætfilm Elvis (1979).
Siden er han blevet anvendt som romantisk helt med skarpe kanter eller som rendyrket actionhelt i genrefilm som John Carpenters Flugtaktion New York (1981), Mike Nichols' Silkwood (1983), Tequila Sunrise (1988), Flammehav (1991), Vildt begær (1992), westernfilmen Tombstone (1993), Stargate (1994) og Breakdown (1997). I 2007 fik han et mindre comeback i Quentin Tarantinos Death Proof.

## Biografi
Kurt Russell begyndte at indspille film allerede som barn. Han er søn af den tidligere baseball-spiller Bing Russell, som også arbejdede som skuespiller i en årrække. I 1960 skrev Kurt under på en 10-årig kontrakt med Walt Disney, og op gennem 60’erne spillede han med i en del film og tv-serier. I starten af 70’erne var han professionel baseball-spiller (2nd base, AA club- California Angels) indtil 1973, hvor en skulderskade tvang ham til at indstille karrieren. Han vendte i stedet tilbage til skuespillet, og i 1979 fik han et større gennembrud, da han spillede titelrollen som Elvis Presley i John Carpenters film. Denne rolle indbragte ham også en Emmy-nominering. 
Carpenter og Russell blev gode venner, og John Carpenter var også manden bag Flugtaktion New York (Escape from New York), som i 1981 gjorde Russell til et kendt navn, også udenfor USA. De to arbejdede også sammen om filmene The Thing (Det Grusomme Udefra) fra 1982 og Hvem Springer Kineserne For? (Big Trouble in Little China) fra 1986. Sidstnævnte blev dog lidt af en fiasko, og sammen med andre mindre succesfulde film fra 80’erne (bl.a. Swing Shift (1984), The Best of Times (1986) og Winter People (1989) var den medvirkende til at Russells karriere til sidst hang i en tynd tråd. En række tilfældigheder var dog årsag til, at Russell kunne vende tilbage til succesen. Patrick Swayze droppede at være med i Tango & Cash, og Dennis Quaid gjorde det samme i Flammehav (Backdraft). Russell fik de to roller, og kunne dermed genetablere sig som box-office-skuespiller. 
Kurt Russell var fra 1979 til 1983 gift med skuespillerinden Season Hubley. Siden 1983 har han dannet par med Goldie Hawn (de er ikke gift), og sammen har de sønnen Wyatt Russell. Russell har således også været stedfar til Goldie Hawn’s datter, skuespillerinden Kate Hudson.
Siden 90’erne har Kurt Russell medvirket i flere store succeser. I 1993 spillede han rollen som den historiske revolvermand og fredsstifter Wyatt Earp i Tombstone, og året efter spillede han overfor James Spader i den moderne sci-fi-klassiker Stargate. 
I 1998 spillede han hovedrollen som soldaten Todd i filmen Soldier, overfor bl.a. danske Connie Nielsen. For at oparbejde den kropslige muskulatur, som rollen krævede, trænede Russell fire timer dagligt i 18 måneder. I al den tid indspillede han ikke andre film. Instruktøren Paul W.S. Anderson fik derfor mulighed for at indspille Event Horizon i mellemtiden. Soldier blev imidlertid et kæmpe flop, og blev den dyreste film nogensinde til at springe biograferne i England over, og ryge direkte på video. Af filmens budget skulle Russells løn angiveligt ligge i omegnen af $12,000,000. 
Senest har han optrådt som Robert Ramsey i Poseidon (Wolfgang Petersens genindspilning af The Poseidon Adventure fra 1972) og som den psykopatiske Stuntman Mike i Quentin Tarantino’s Death Proof (2007).
I øjeblikket rygtes det, at Goldie Hawn vil debutere som instruktør med komedien Ashes to Ashes. Her kan man se frem til at Hawn og Russell vil spille de to hovedroller. De to har tidligere spillet overfor hinanden i filmene The One and Only, Genuine, Original Family Band fra 1968, Græsenker (Swing Shift) fra 1984 og Pige Overbord (Overboard) fra 1987.

## Filmografi

### Udvalgt filmografi
- The Strongest Man in the World (1975)
- Elvis (1979)
- Flugtaktion New York (1981)
- The Thing (1982)
- Silkwood (1983)
- Big Trouble in Little China (1986)
- Overboard (1987)
- Tequila Sunrise (1988)
- Tango & Cash (1989)
- Flammehav (1991)
- Vildt begær (1992)
- Tombstone (1993)
- Stargate (1994)
- Executive Decision (1996)
- Breakdown (1997)
- Soldier (1998)
- Vanilla Sky (2001)
- Dark Blue (2002)
- Miracle (2004)
- Dreamer (2005), Inspireret af virkelige hændelser.
- Poseidon (2006)
- Death Proof (2007)
- The Art of the Steal (2013)
- The Hateful Eight (2015)
- Fast & Furious 7 (2015)
- Guardians of the Galaxy Vol. 2 (2017)
- The Christmas Chronicles (2018)
- The Christmas Chronicles 2 (2020)